# Frans Möller
Frans Julius Möller, född 19 maj 1886 i Stockholm, död 10 december 1954 i Oscars församling i Stockholm, var en svensk tennisspelare som tävlade i sommar-OS 1912. Han slogs ut i den andra omgången i singel, utomhus, och förlorade i första omgången av singel inomhus och i dubbel mix, inomhus.
Möller vann totalt fem SM-titlar, varav en singel och fyra dubbel inomhus tillsammans med Thorsten Grönfors. Frans Möller är begravd på Norra begravningsplatsen utanför Stockholm.